# تانا (جزیره)
تانا (جزیره) (به لاتین: Tanna (island)) یک جزیره در وانواتو است که در اقیانوس آرام واقع شده‌است.

## خصوصیات
تانا ۲۸٬۷۹۹ نفر جمعیت دارد و ۱٬۰۸۴ متر بالاتر از سطح دریا واقع شده‌است.

## نگارخانه

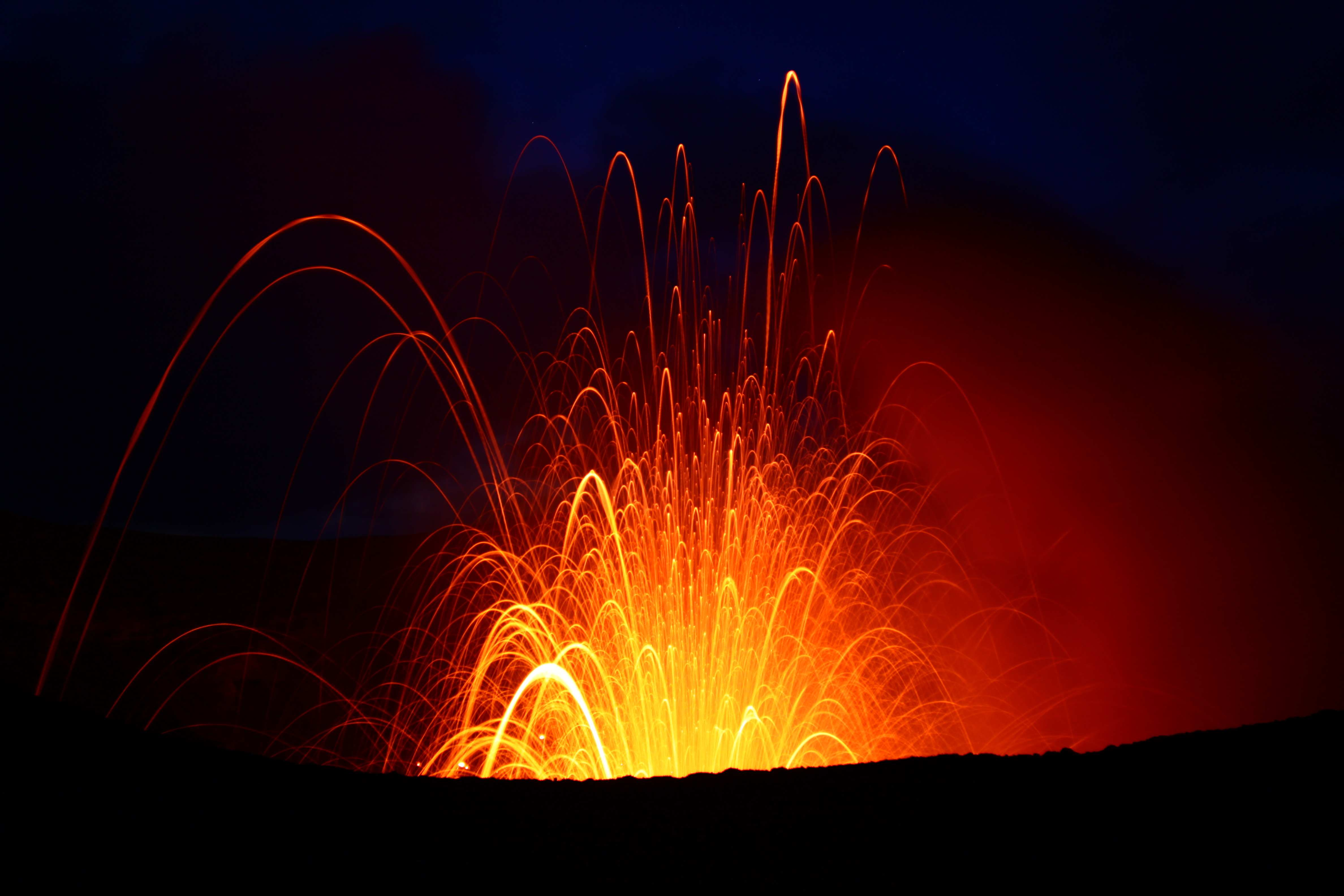
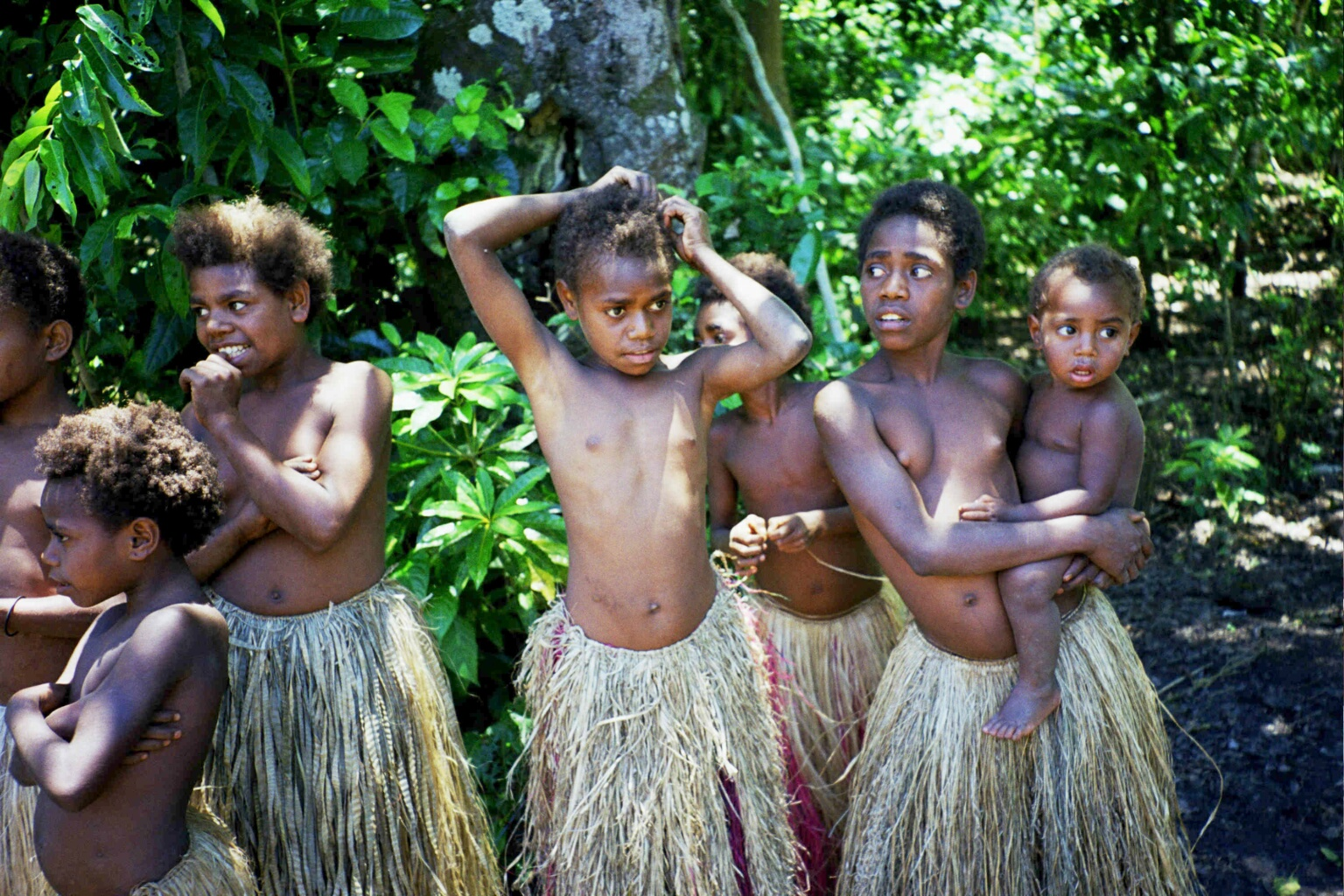